# Franziska von Wertheimstein

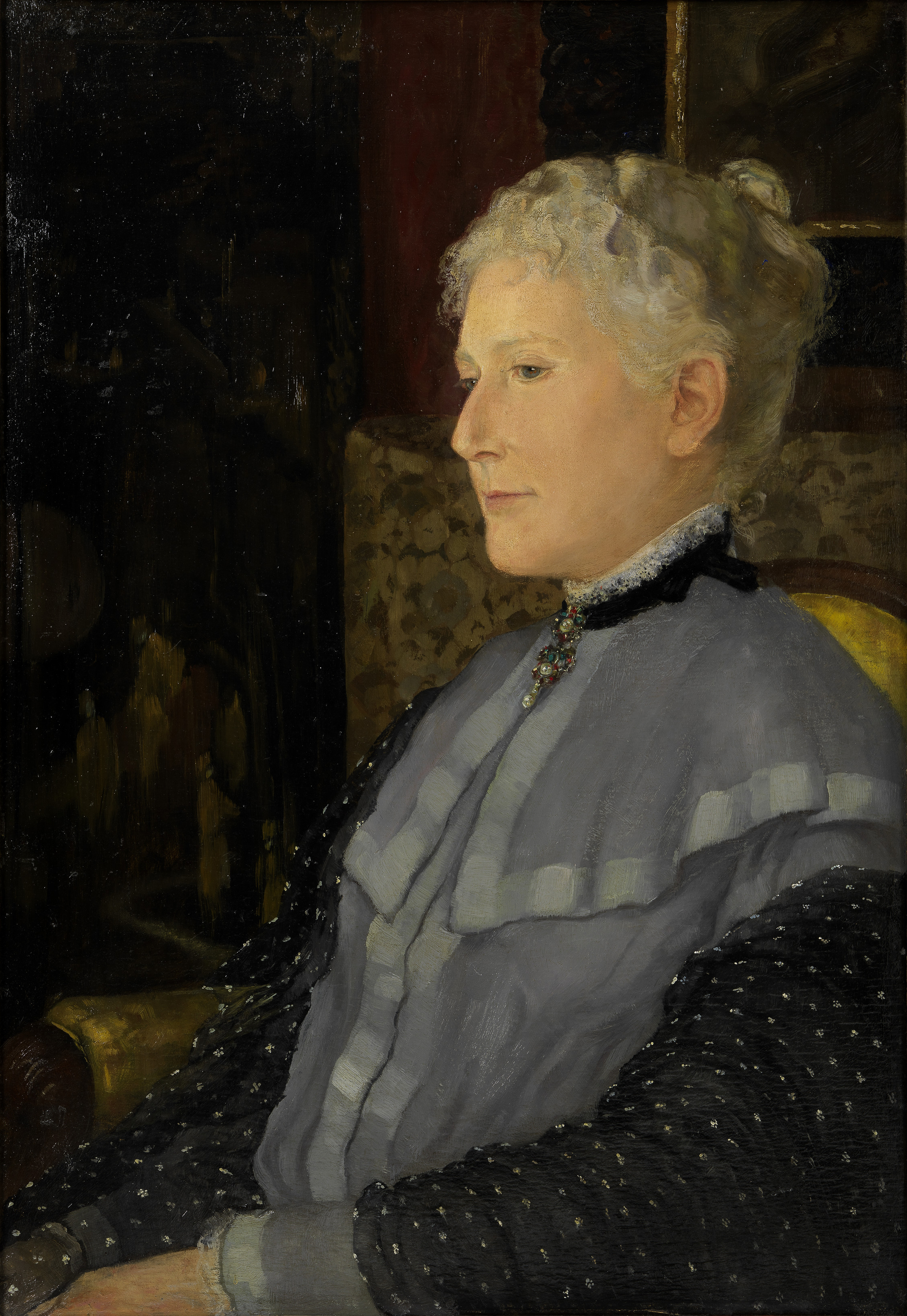
Franziska von Wertheimstein, porträtiert von Emil Orlik (um 1900)

Franziska von Wertheimstein (* 17. August 1844 in Wien; † 19. Jänner 1907 ebenda) war eine Wiener Mäzenin der ausgehenden Donaumonarchie.

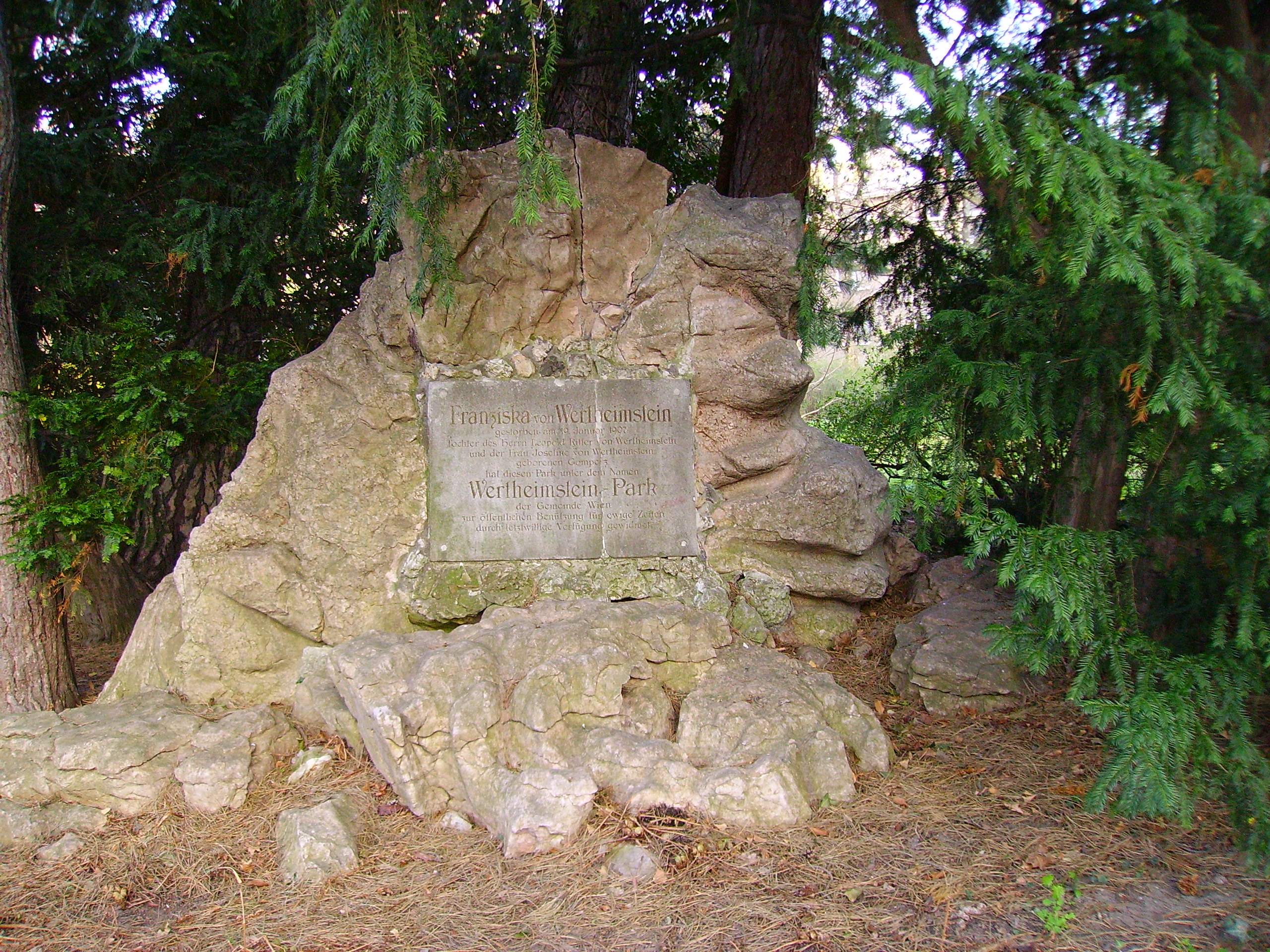
Denkmal im Wertheimsteinpark

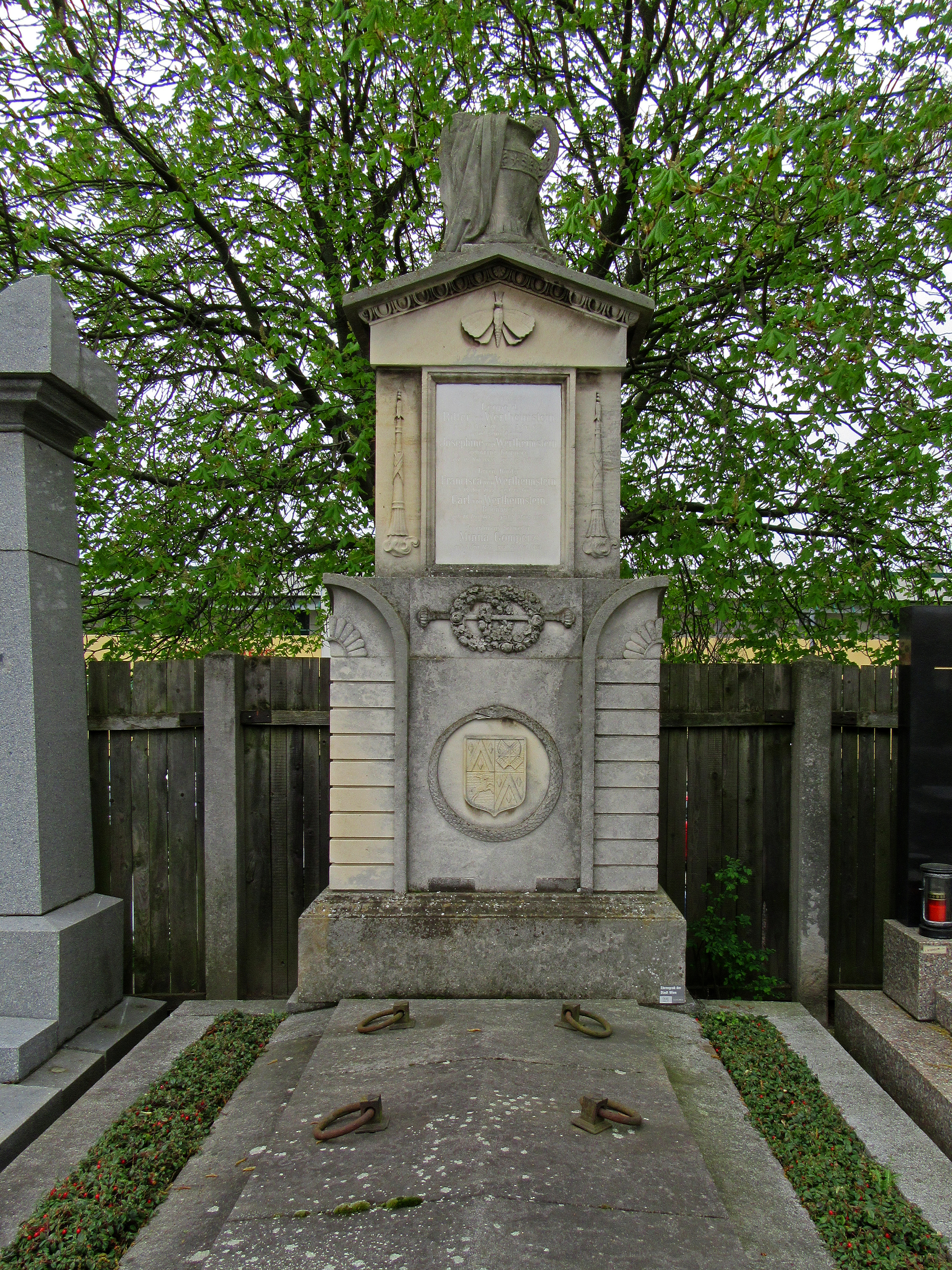
Grab der Familie von Wertheimstein auf dem Döblinger Friedhof

## Leben
Die Tochter des Bankiers Leopold von Wertheimstein und dessen Frau Josephine von Wertheimstein, geborene Gomperz, hatte Dr. Eduard Wessel als Erzieher. 1868 verlobte sie sich mit dem Chemiker Adolf Lieben. Die Ehe kam jedoch nicht zustande: Franziska litt an einer Berührungsneurose und unüberwindlichen Bindungsängsten, sie blieb zeitlebens unverheiratet. 1876 erstand ihr Vater von den Erben Rudolf von Arthabers das heute als Villa Wertheimstein bekannte Haus in Döbling, in dem Franziska als Salondame einen anregenden Freundeskreis um sich scharte. Zum engsten Kreis gehörte Ferdinand von Saar. Franziska von Wertheimstein war bekannt für ihre Wohltätigkeit und Hilfsbereitschaft, die aber zuweilen auch missbraucht wurde.
1906 zeigte Franziska Symptome einer beginnenden Geisteskrankheit und starb, betreut von ihrem Arzt Josef Breuer, ein halbes Jahr später. In ihrem Testament vermachte sie Haus und Garten der Gemeinde Wien „zum Wohl der Bevölkerung“. In der Villa Wertheimstein (Döblinger Hauptstraße 96) ist heute das Bezirksmuseum Döbling untergebracht, aus dem Garten ist der öffentliche Wertheimsteinpark geworden.
Franziska von Wertheimstein ist in der israelitischen Abteilung des Döblinger Friedhofes (Gruppe I1, Reihe G1, Nummer 1) bestattet.